# Biblioblog
Le biblioblog est un blogue spécialisé dans le domaine des sciences de l’information et de la documentation, réalisé par un bibliothécaire, un archiviste ou un documentaliste de manière personnelle ou pour sa collectivité. Ceci lui permet de partager de l’information pertinente à sa communauté de façon authentique et instantanée, évitant ainsi les délais liés aux méthodes de publication traditionnelles.
Le biblioblog a pour objectifs principaux de favoriser la formation continue, la veille informationnelle, le partage des savoirs et la communication intra-professionnelle.
Il est aussi le moyen de renvoyer une autre image du bibliothécaire, d'exprimer le point de vue personnel du bibliothécaire tout en restant dans les limites de son statut de fonctionnaire, de partager avec des collègues et de communiquer différemment avec les usagers en autorisant leurs commentaires ou leurs avis. 
En général, il existe deux types de biblioblogs dans la biblioblogosphère : 
Les biblioblogs personnels : le bibliothécaire ou le documentaliste peut traiter de tous les sujets, donner son opinion, partager sa veilles, réagir aux autres contenus, puisque le blogue joue un rôle d’espace de réflexion sur la réalité ou l’avenir de son expérience professionnelle.
Les biblioblogs institutionnels : ce sont les biblioblogs des bibliothèques ou centres de documentation qui traitent des sujets intrinsèques aux institutions bibliothécaires comme la mission, la programmation, l’actualité de la profession, les défis sociaux, les perspectives de l’information et l’univers du livre et de l’édition. Le métablog Touti frouti recense en France les blogs de bibliothèques publiques.

## Usages
Les biblioblogs englobent toutes sortes de thématiques et leur mission est de partager une passion, une expertise, une programmation ou de sensibiliser les usagers à un sujet précis avec la possibilité d’interagir avec l’information et aussi avec qui la produit
Les bibliothèques recourent aujourd'hui aux blogues pour plusieurs raisons :
- être le site officiel de la bibliothèque (une petite commune n'a pas les moyens, par exemple, de s'offrir un site « traditionnel » ni les services d'un informaticien) ;

- être un site thématique pour une tranche d'âge, pour une animation ponctuelle comme un prix littéraire local ou pour un sujet particulier ;

- être un site permettant de communiquer avec son public par le biais des commentaires ;

- être un site interne entre collègues : soit un outil d'information et de gestion au sein de son établissement, parfois associé à un agrégateur de fils RSS. Le fil ou flux RSS constitue une des caractéristiques principales du blogue et rend possible une veille de plusieurs centaines de blogs grâce à l'agrégateur.

Le biblioblog peut être utilisé pour publier la liste des nouveautés de la bibliothèque, les recommandations de lectures, les annonces de formation ou d'animation et les comptes rendus des animations organisées par la bibliothèque.

## La biblioblogosphère
Dans un monde hyperconnecté, les réseaux et les communautés sont importants pour produire de l’information de qualité et en libre accès; ceci pose des enjeux considérables par rapport à la validation des sources utilisées. 
Sur le web, les biblioblogs sont apparus après les années 2000 avec l’apparition d’un article sur Google d’un bibliothécaire américain. En français, ils commencent à être publiés en 2003 en France. Au début, les sujets les plus importants étaient la documentation électronique, les bibliothèques numériques et l’informatique documentaire. Or, il y a eu une expansion rapide des thèmes touchant tous les types de bibliothèques, archives et centres de documentation et leurs éléments essentiels comme les communautés, les livres et les éditeurs.
Le terme biblioblogosphère a été introduit en 2004 par Karen Schneider pour nommer la réunion de l’ensemble de biblioblogs qui existent sur le web et qui traitent des différents sujets liés aux sciences de l’information et à la bibliothéconomie. Cet ensemble de blogues a validé le rôle des professionnels de l’information comme créateurs de contenu académique et de diffuseurs de connaissances, mais aussi comme réviseurs et correcteurs d’autre contenu, créant ainsi un réseau de coproduction de savoirs.
La biblioblogosphère francophone est riche et compte plus de deux cents biblioblogs. Il existe plusieurs plateformes qui donnent accès à ces ressources. Un exemple est le wiki Bibliopedia, un site collaboratif de bibliothécaires et de professionnels de l’information francophones qui permet de se plonger dans un vaste catalogue de biblioblogs parlant du métier, des collections, des publics ou usagers et de l’informatique documentaire, entre autres. 

## Avantages et limites des biblioblogs
Les biblioblogs sont une ressource fortement appréciée sur le web, mais cela implique certains avantages et limites qui doivent être considérées. Les plus courants sont liés à la technologie, aux ressources humaines, à l’alphabétisation numérique et à la production de contenus.

### Avantages
1. Une communication directe et en temps réel avec les usagers de la bibliothèque, l’archive ou le centre de documentation qui leur permet d’avoir un canal de sortie, mais aussi un canal d’entrée. Cette dernière est pertinente et vitale pour la rétroalimentation sur les contenus publiés et la validation des sources et du public ciblé.
2. La facilité de produire de l’information et de la diffuser sans les intermédiaires traditionnels, soit les pairs et les maisons d’édition. Ceci motive les professionnels à créer et à partager leurs connaissances. Cela permet aussi à l’institution d’économiser de l’argent et d’investir dans d’autres projets qui peuvent nourrir les blogues.
3. L’interaction entre les divers professionnels de l’information facilite la mise  en place d’une structure du savoir plus coopérative et plus pertinente par rapport à la réalité de la société de l’information du XXIe siècle. Cela permet aux centres d’information de mieux performer dans leurs communautés de cocréation.
4. Les récompenses intrinsèques du partage de connaissances sont reflétées dans la motivation du personnel de l’institution informationnelle, ce qui encourage  la recherche de nouveaux sujets à traiter ainsi que la pérennité et périodicité de ses publications[7]

### Limites
1. La considération du blogue comme un outil en soi et non comme un moyen d’accompagner l’évolution de la société de l’information et du métier. Parfois, les biblioblogs ne sont que des panneaux d’affichage pour partager les nouvelles ou la programmation de l’institution.
2. Les questions liées à la médiation numérique, les processus éditoriaux et le partage d’information en temps réel avec les usagers. Il est important d’avoir une équipe qui comprend un formateur ou une formatrice, un animateur ou une animatrice et une coordination, et qui peut gérer et maintenir le projet dans le temps.
3. Le temps que prend ce travail, étant donné qu’il s’agit d’une tâche constante et exigeante et qui nécessite des compétences particulières .
4. Le partage du projet devient un défi pour les professionnels parce qu’il faut avoir un plan de diffusion suffisamment clair et qui tienne compte de l’esprit collaboratif de la biblioblogosphère et des objectifs de l’institution.
5. La cohérence avec les autres actions de la bibliothèque, de l’archive ou du centre de documentation. Le biblioblogue doit démontrer ce qu’est l’institution et correspondre à sa mission
6. La légitimité, la crédibilité et la validation du contenu partagé. L’information diffusée est surveillée et approuvée par tous les usagers du web. Il s’agit d’une responsabilité énorme pour les créateurs de contenus, les directeurs et les usagers[8].